# Achachila
Die Achachilas sind Schutzgeister und zugleich Naturgeister der Aymara-Religion, die in Form von Bergen dargestellt werden. Laut dem Glauben der Aymara repräsentiert eine Achachila den Geist eines verstorbenen Verwandten, der in der Nähe seines Stammes verweilt und von den höchsten Höhen der Berge aus über seine Familiengruppe wacht. Diese Geister werden als unter göttlicher Obhut stehend angesehen und schützen ihre Angehörigen vor Unglücken wie Naturkatastrophen, Krankheiten und Hungersnöten.
Aufgrund der geografischen Gegebenheiten ist das Altiplano, in dem traditionell zahlreiche Aymara-Gemeinschaften leben, eine Hochebene, die von Bergen umgeben ist. In dieser Region sind auf den Gipfeln der Hügel zahlreiche Achachilas anzutreffen. Dieser Aspekt ist ebenfalls Bestandteil des Aymara-Ahnenkults, in dem die Geister in verschiedene Naturformen übertreten.

## Arten von Achachila
Die Achachilas werden in zwei Hauptkategorien eingeteilt, basierend auf ihrer Größe:
- Großer Achachila: Diese Geister repräsentieren die Andenkette sowie die höchsten Gipfel, die von der Aymara-Gemeinschaft als sichtbar angesehen werden. Ihnen wird bedeutende Macht und ein umfassender Schutz für die gesamte lokale Bevölkerung zugeschrieben.

- Kleiner Achachila: Diese spirituellen Wesen sind in den Hügeln und kleineren Bergen anzutreffen. Sie verfügen über weniger ausgeprägte Eigenschaften und Macht und haben die spezifische Aufgabe, die benachbarte Gemeinschaft, in der sie sich befinden, zu schützen.

In der Aymara-Sprache wird jeder Schutzgeist als Achachila bezeichnet. Hierzu zählen der Iglish Achachila, der für den Schutz von Tempeln verantwortlich ist (heute obliegt ihm auch der Schutz von Kirchen), sowie der Anisiña Achachila, der als Wächter und Beschützer des Geschlechtsverkehrs zwischen zwei Menschen fungiert.

## Synkretismus
Nach der Ankunft der Konquistadoren wurden die Aymara missioniert und schrittweise zum Christentum bekehrt, hauptsächlich durch die römisch-katholische Kirche. Dieser Prozess führte zu einem religiösen Synkretismus, der Aspekte wie die Achachilas in die katholische Spiritualität integrierte.
Ein klares Beispiel hierfür ist das Fest des San Francisco de Borja de Yunguyo in Puno, Peru. Im Volksmund nennen sie den Heiligen Franziskus von Borja „Tata Pancho“, wobei das Wort „Tata“ die Bezeichnung der Aymaras für ihre beschützende Achachila war. Darüber hinaus wurden in den traditionellen Volkstänzen, den sogenannten „Diabladas“, die Achachilas durch Darstellungen der Jungfrau Maria und anderer Heiliger aus dem Heiligenkalender ersetzt.